# Polycarpe Constans
Pour les articles homonymes, voir Constans.
Polycarpe Gaspard Jean François Constans, né le 27 avril 1757 à Aix-en-Provence et mort le 1er octobre 1815 à Saint-Maurice, est un homme politique français.

## Biographie
Fils de Michel Esprit Constans, procureur au Parlement d'Aix, et d'Anne Rose Mestre, Polycarpe Gaspard Jean François Constans épouse Anne Marie Thérèse d'Estienne-Blégier.
Bourgeois d'Aix et directeur de la Poste aux lettres d'Aix, il devient administrateur à Aix-en-Provence à la Révolution et est élu le 23 germinal an VI, par 118 voix, député des Bouches-du-Rhône au Conseil des Cinq-Cents. 
Il y dénonça, le 2 fructidor, les massacres du midi et accusa nettement les juges de se faire les protecteurs et les complices des assassins. « L'impunité est érigée en système, ajouta-t-il; coupez cette longue chaîne de crimes ; lancez la foudre contre les assassins de mon pays ; désorganisez ces bandes de brigands; employez des mesures extraordinaires ; le sang des républicains coule depuis quatre ans; il a coulé hier encore, il coulera peut-être demain, toujours, et les républicains malheureux ne trouveront de sûreté que dans les entrailles de la terre ou dans la violation de la loi. » 
Constans demanda et obtint la formation d'une commission pour aviser aux moyens d'atteindre les juges prévaricateurs, ainsi que l'envoi d'un message au Directoire pour l'instruire des crimes dénoncés. Exclu de la représentation nationale lors du coup d'État du 18 brumaire ; il rentra alors dans la vie privée.

## Sources
- Les Bouches-du-Rhône : encyclopédie départementale, volume 4, partie 2, 1931.